# Banha
Banha (arabisk بنها  ˈbænhæ ; koptisk: ⲡⲁⲛⲁϩⲟ) er hovedstaden i           guvernementet Al Qalyubiyah i det nordøstlige Egypten. Banha et vigtigt transportknudepunkt mellem hovedstaden i Kairo og byen Tanta, da jernbanelinjer fra Kairo til forskellige byer i Nildeltaet passerer gennem. Benha er en del af Storcairo. Banha blev grundlagt som en by i 1850.

## Etymologi
| O1 · Z1 | M1 |

| O1 · Z1 | M1 |

Byens moderne navn stammer fra Banaho (koptisk: ⲡⲁⲛⲁϩⲟ) fra Per neha (oldegyptisk: pr-nha), som betyder 'Huset Sycamore (koptisk: ⲛⲟⲩϩⲓ)'.

## Geografi
Byen ligger 48 km nord for Kairo, ved østbredden af Damietta-grenen af Nilen i det rige landbrugsland i den sydlige del af flodens delta. Banha er et vigtigt knudepunkt på jernbanenettet, der stråler nordpå fra Kairo, og det har den 6. største togstation i Egypten.
I den nordlige del af Benha lå en af flere gamle byer kaldet Athribis, der var hovedstad i den tiende nome (provins) i Nedre Egypten omkring 1500 f.Kr. Stedet er aldrig blevet arkæologisk undersøgt systematisk, men gennem tiden har bønder, der graver i området, gjort store sølvfund.
Athribis var centrum for tilbedelsen af den sorte tyr og nød størst popularitet i tiden med det romerske herredømme i Egypten. Der er kke meget tilbage af den gamle hovedstad, kun nogle rester fra det 18. til det 26. dynasti. 
Omkring 20 km sydvest for Banha ligger Tall al Yahudiya, det arkæologiske fundsted Leontopolis (Kafr Al Muqdam), der er berømt for sine glaserede fliser fra oldtiden. Befolkningen var i 2005 omkring 2.479.347 og det samlede areal er 16.105 km2.

### Klima
Köppen-Geiger klimaklassificeringssystem klassificerer   området som varm ørken (BWh).

## Økonomi
Godt vandet af kanaler, der fører ud fra , dæmningen Delta Barrage 30 km  opstrøms, produceres på  det omkringliggende landbrugsjord hvede og bomuld. Siden oldtiden har Banha været kendt for produktionen af roser til brug  i parfume. I dag er byencentrum for Egyptens elektronikindustri.

## Undervisning

### Banha Universitet
Banha Universitet blev etableret i 1976 som en gren af Zagazig Universitet der også ligger i guvernementet. Det blev et uafhængigt universitet i 2005 med flere faciliteter og afdelinger der uddanner omkring 60.500 kandidater om året. Det Medicinske Fakultet er kendt for forskning og leder 2 centralhospitaler i Banha.

## Distrikter
Banha består af flere distrikter : Bata, Kafr Bata, Al-Vilal, Banha El-Gedida (New Banha), Attrib, El-Manshiyyah, Kafr Manakr (El-Shdiya), West El-Balad (centrum), El-Haras El-Watani, Manshiyyet El-Nur og Hayy El-Zehourbara (Flow, E-Zehourb), Kafrz El-Subara (Flow, El-Moraba'a, Kafr El-gazzar, Batta, Ezbet Elmanyawi, Ar Ramla, Ezbet El-Ziraea.